# Coleophora ochroflava
Coleophora ochroflava — вид лускокрилих комах родини чохликових молей (Coleophoridae).

## Поширення
Вид поширений в Південній та Східній Європі. Присутній у фауні України.

## Спосіб життя
Кормовими рослинами гусені є Atriplex tatarica, Atriplex nitens, Atriplex verrucifera and Halimione partulocoides.